# Cieran Slicker
Cieran Slicker (Oldham, 15 de septiembre de 2002) es un futbolista británico que juega en la demarcación de portero para el Barnet F. C. de la League Two.

## Selección nacional
Tras jugar en las categorías inferiores de la selección, finalmente hizo su debut con la selección absoluta de Escocia el 6 de junio contra Islandia en un partido amistoso que finalizó con un resultado de 1-3 a favor del combinado islandés tras el gol de John Souttar para Escocia, y de Andri Guðjohnsen, Victor Pálsson y un autogol de Lewis Ferguson para Islandia.

## Clubes
| Club                       | País       | Año       | Partidos | Goles |
| -------------------------- | ---------- | --------- | -------- | ----- |
| Manchester City F. C.      | Inglaterra | 2022      | 0        | 0     |
| Rochdale A. F. C. (cedido) | Inglaterra | 2022-2023 | 3        | 0     |
| Ipswich Town F. C.         | Inglaterra | 2023-2025 | 3        | 0     |
| Barnet F. C. (cedido)      | Inglaterra | 2025-     |          |       |